# MikeOS
MikeOS je malý operační systém pro osobní počítače architektury x86. Je napsán v jazyce symbolických adres. Jedná se o vzdělávací nástroj, jehož smyslem je ukázat, jak pracují jednoduché operační systémy. Jeho dokumentace je rozsáhlá a zdrojový kód je dobře komentovaný. Je uvolněn pod licencí kompatibilní s licencí BSD. Napsal a udržuje jej Mike Saunders a několik dalších dobrovolných vývojářů z celého světa.